# Ендрю (округ, Міссурі)
Шаблон:StateAbbr_ 39°59′ пн. ш. 94°48′ зх. д. / 39.99° пн. ш. 94.8° зх. д.
Округ  Ендрю (англ. Andrew County) — округ (графство) у штаті Міссурі, США. Ідентифікатор округу 29003.

## Історія
Округ Ендрю утворений в 1841 році.

## Демографія
За даними перепису 
2000 року 
загальне населення округу становило 16492 осіб, зокрема міського населення було 6605, а сільського — 9887.
Серед мешканців округу чоловіків було 8036, а жінок — 8456. В окрузі було 6273 домогосподарства, 4636 родин, які мешкали в 6662 будинках.
Середній розмір родини становив 3,03.
Віковий розподіл населення поданий у таблиці:
| Стать    | До 15 років | 15-21 | 22-29 | 30-39 | 40-49 | 50-65 | 65-85 | Понад 85 |
| -------- | ----------- | ----- | ----- | ----- | ----- | ----- | ----- | -------- |
| Чоловіки | 1783        | 804   | 703   | 1115  | 1323  | 1328  | 872   | 108      |
| Жінки    | 1779        | 775   | 700   | 1180  | 1311  | 1309  | 1143  | 259      |

## Суміжні округи
- Нодавей — північ
- Джентрі — північний схід
- Декальб — схід
- Б'юкенан — південь
- Доніфан, Канзас — південний захід
- Голт — захід

## Виноски
1. ↑  U.S. Decennial Census. United States Census Bureau. Архів оригіналу за 26 квітня 2015. Процитовано 13 листопада 2014.
2. ↑  Historical Census Browser. University of Virginia Library. Архів оригіналу за 11 серпня 2012. Процитовано 13 листопада 2014.
3. ↑  Population of Counties by Decennial Census: 1900 to 1990. United States Census Bureau. Архів оригіналу за 3 грудня 2014. Процитовано 13 листопада 2014.
4. ↑  Census 2000 PHC-T-4. Ranking Tables for Counties: 1990 and 2000 (PDF). United States Census Bureau. Архів оригіналу (PDF) за 18 грудня 2014. Процитовано 13 листопада 2014.
5. ↑  State & County QuickFacts. United States Census Bureau. Архів оригіналу за 6 липня 2011. Процитовано 7 вересня 2013.(англ.) Наведено за англійською вікіпедією.
6. ↑  American FactFinder. Бюро перепису населення США. Архів оригіналу за 21 травня 2008. Процитовано 31 січня 2008.

| США | Це незавершена стаття з географії США. Ви можете допомогти проєкту, виправивши або дописавши її. |